# ویلی هرولد
وایلی پل هرولد معروف به ویلی هرولد "Willi Herold"، یک سرباز آلمانی بود. در هفته‌های پایانی جنگ جهانی دوم با جعل مقام یک افسر لوفت‌وافه به عنوان کاپیتان به همراه گروهی اقدام به جنایات جنگی کردند.
هرولد توسط نیروی دریایی انگلیس دستگیر و محاکمه شد. در ۱۴ نوامبر ۱۹۴۶ به همراه دوستانش اعدام شد.

## زندگی شخصی
هرولد در تاریخ ۱۱ سپتامبر ۱۹۲۵ در لونزنو، ساکسونی، متولد شد. او در Volksschule و Technische Schule در Chemnitz حضور زندگی می‌کرد، جایی که او دوره آموزشی جارو کردن دودکش را برعهده گرفت.در سال ۱۹۳۶ او برای خدمات کار رایش دعوت شد.

## جنگ جهانی دوم
در ۳۰ سپتامبر ۱۹۴۳، هرولد برای خدمت نظامی دعوت شد. پس از آموزش ابتدایی با یک هنگ چتر نجات در Tangermünde، به ایتالیا فرستاده شد و در Nettuno و Monte Cassino جنگید، و نخستین کلاس صلیب آهن را برای تخریب دو تانک نیروهای متفقین در ساحل سلرنو بدست آورد.
در مارس ۱۹۴۵، یگان هرولد به آلمان نقل مکان کرد. در هرج و مرج عقب‌نشینی ارتش آلمان، هرولد در آوریل ۱۹۴۵ از واحد خود جدا شد. هرولد در نزدیکی گرونو و بدبنتیم، یک ماشین رها شده به همراه کیف و چمدان یک کاپیتان لوفت‌وافه را پیدا کرد. هرولد پس از پوشیدن لباس و تقلید رفتار افسران نیروی هوایی، خود را کاپیتان هرولد معرفی کرد. او در طول مسیر سربازان فراری را دستگیر و با خود همراه می‌کرد. اون با کمک این سربازان گروه هرولد را به وجود آورد.
در تاریخ ۱۱ آوریل ۱۹۴۵، گروه هرولد به اردوگاه زندان آسکندورفروم (که شامل دژبانان ارتش آلمان)، یکی از اردوگاه‌های امسلاندگر بود، وارد شد. هرولد به مقامات آلمانی در اردوگاه اعلام کرد که او تحت فرمان و هدایت مستقیم آدولف هیتلر می‌باشد. هرولد به همراه گروهش در روز اول، ۹۰ زندانی را به بهانه فرار اعدام کردند. در روزهای بعد دسته‌های بیشتری اعدام شدند.پس از حملات هوایی به اردوگاه، بسیاری از زندانیان موفق به فرار شدند. گروه هرولد با ترک اردوگاه چندین جنایات جنگی دیگر را تا پایان جنگ جهانی دوم انجام داد؛ آنها شهردار یکی از شهرهای مسیر خود را به جرم برافراشته کردن پرچم سفید دار زدند، همچنین پنج هلندی را به بهانه جاسوسی تیرباران کردند.
سرانجام هرولد و گروهش توسط پلیس نظامی آلمان دستگیر شدند ولی به دلایل نا معلومی او و همدستانش موفق به فرار شدند.

### دستگیری، محاکمه و اعدام
سرانجام هرولد در ۲۳ می ۱۹۴۵ توسط نیروی دریایی پادشاهی بریتانیا به جرم سرقت نان دستگیر شد. در جریان بازجویی هرولد به دلیل مغایرت‌ها و نواقص در پرونده بازداشت شد. پس از بازجویی‌های متعدد، جنایات جنگی او مشخص شد. در ۱۴ نوامبر ۱۹۴۶ هرولد و شش تن از همدستان او توسط گیوتین اعدام شدند. اون در این هنگام ۲۱ سال سن داشت.

## کتابشناسی

### کتاب‌ها
- کورت باک: در جستجوی سرباز مور. Emslandlager 1933-1945 و مکان‌های تاریخی امروز. 6th, extended edition. مرکز اسناد و اطلاعات Emslandlager، پاپنبورگ ۲۰۰۸، شابک ‎۹۷۸−۳۹۲۶۲۷۷۱۶۹
- TXH Pantcheff: اعدام Emsland. ویلی هرولد، ۱۹ ساله. یک درس آلمانی. Bund-Verlag, Cologne 1987. (ویرایش دوم به عنوان: اعدام اومسلند: مستند شدن یک بربریت در پایان جنگ سال ۱۹۹۵. شوستر، لیر ۱۹۹۵).
- هاینریش و ایگ پترز: Pattjackenblut. گور به گور - در کنار ۵ عضو. "قتل عام Herold در اردوگاه Emsland II Aschendorfermoor در آوریل ۱۹۴۵". کتابهای تقاضا، Norderstedt 2014.

### فیلم
فیلم کاپیتان ('Der Hauptmann') ساخته روبرت شونتکه در سال ۲۰۱۷.